# Садочне
Садочне (словац. Sádočné) — село, громада округу Поважська Бистриця, Тренчинський край. Кадастрова площа громади — 7.51 км².
Населення 150 осіб (станом на 31 грудня 2021 року).

## Історія
Садочне згадується 1339 року.

## Населення
| Рік:            | 1994. | 2004.    | 2014.   | 2024.   |
| --------------- | ----- | -------- | ------- | ------- |
| Кількість осіб: | 181   | 161      | 165     | 158     |
| Різниця:        |       | -11,04 % | +2,48 % | -4,24 % |

| Рік:            | 2023. | 2024.   |
| --------------- | ----- | ------- |
| Кількість осіб: | 159   | 158     |
| Різниця:        |       | -0,62 % |